# Elaphocera roessneri
Elaphocera roessneri är en skalbaggsart som beskrevs av Keith 2005. Elaphocera roessneri ingår i släktet Elaphocera och familjen Melolonthidae. Inga underarter finns listade i Catalogue of Life.